# 쓰레기학
쓰레기학, 또는 가볼로지(garbology)는 garbage(쓰레기)에 logy(학문을 뜻하는 접미사)를 붙여 만든 신조어이다. 이 학문은 사회학의 한 분야로 쓰레기의 양과 질을 연구함으로써 지역민의 생활실태를 파악하는 학문이다. 여기에 쓰레기의 부식속도를 측정하고 효과적인 부식방법을 모색하는 환경문제가 결부되기도 한다.

## 같이 보기
- 쓰레기통 뒤지기
- 프리거니즘